# Pelvicachromis
Pelvicachromis ist eine Gattung kleinerer Cichliden (Buntbarsche) in West- und Zentralafrika.
Die Gattung wurde 1968 durch den belgischen Zoologen Thys van den Audenaerde als Untergattung von Pelmatochromis aufgestellt, später jedoch in den Rang einer eigenständigen Gattung erhoben. Es sind acht Arten bekannt, von denen einige als Zierfische gehalten werden.

## Merkmale

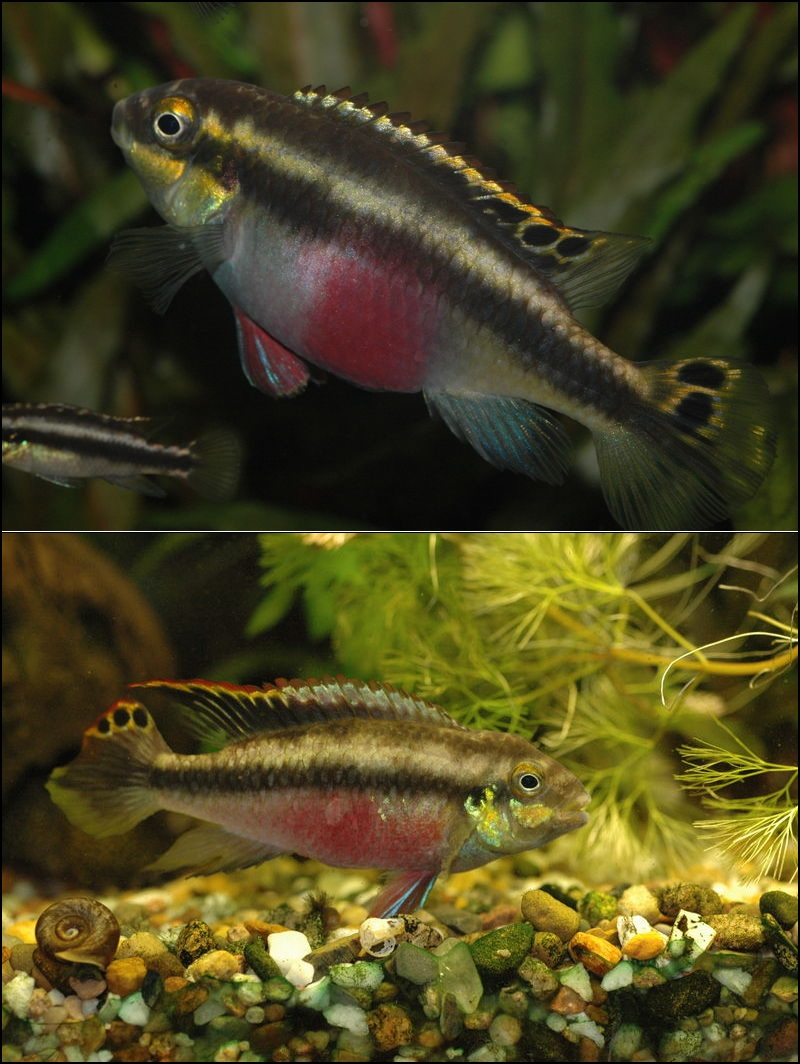
Pelvicachromis pulcher, oben ein Weibchen, unten ein Männchen

Die Arten dieser Gattung werden sieben bis zwölf Zentimeter lang, sind meist relativ attraktiv gefärbt und außerordentlich variabel. Sie bilden häufig eine Reihe von sich farblich unterscheidenden Lokalformen (Standortvarianten) aus. Gemeinsam ist allen Arten der charakteristische Sexualdimorphismus bei der Ausprägung von Dorsale und Anale, die beim Männchen spitz zulaufen, beim Weibchen dagegen abgerundet sind. Zudem sind die Männchen etwas größer, haben in Rücken- und Afterflosse sowie in den Bauchflossen längere Weichstrahlen als die Weibchen und sind häufig auch farbenprächtiger. Die Bauchregion laichreifer Weibchen ist auffällig rot oder violett gefärbt.

## Lebensweise
Pelvicachromis-Arten bewohnen langsam fließende, klare und sauerstoffreiche Gewässer in bewaldeten Gebieten. Das Verbreitungsgebiet liegt im Küstengebiet Westafrikas und reicht nur bis 150 km ins Landesinnere. Jungfische und adulte Tiere ohne Partner leben in kleinen Gruppen, Paare bilden Reviere, die eine Fläche von etwa 1 bis 2 m² haben. In der Natur ernähren sich die Fische vor allem von Algen, etwa Kieselalgen, und Detritus. Tierische Nahrung wie Insektenlarven oder die Eier von kleinen Krebstieren haben eine geringere Bedeutung.

## Fortpflanzung
Pelvicachromis-Arten sind monogame, revierbildende Höhlenbrüter. Im Gegensatz zu den meisten anderen Buntbarschen nimmt das Weibchen während der Balz eine aktivere Rolle als das Männchen ein. Die an die Decke, oder seltener auch an die Wände, des Unterschlupfs geklebten Gelege haben artabhängig einen Umfang von 70 bis 300 Eiern. Die Größe der weißgrauen bis hellbraunen Eier schwankt zwischen 1,3 und 1,8 Millimetern. Nach der Eiablage verbleibt das Weibchen beim Gelege, während das Männchen die Verteidigung des Reviers übernimmt. Die Larven schlüpfen nach drei bis vier Tagen und können nach weiteren vier bis fünf Tagen frei schwimmen. Die freischwimmenden Jungfische werden von beiden Elternteilen durch das Revier geführt. Während der Aufzucht wird der Nachwuchs vehement verteidigt und das Elternpaar reagiert auf Revierverletzungen äußerst aggressiv.
Pelvicachromis erreichen die Geschlechtsreife in einem Alter von vier bis sechs Monaten.

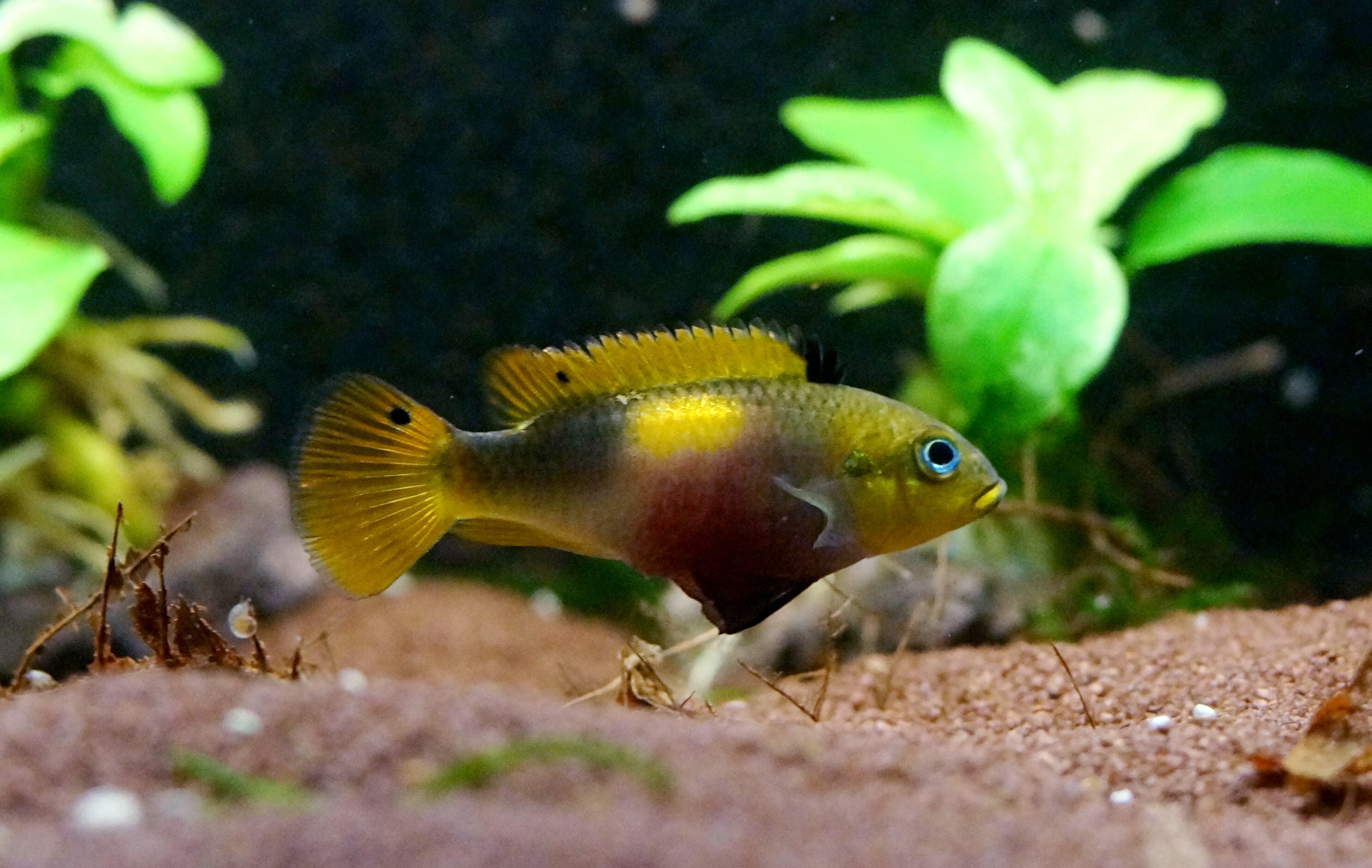
Pelvicachromis drachenfelsi, Weibchen

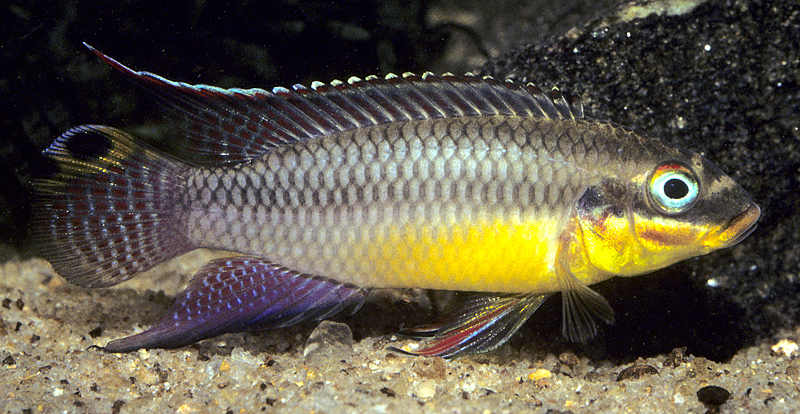
Pelvicachromis kribensis, Männchen

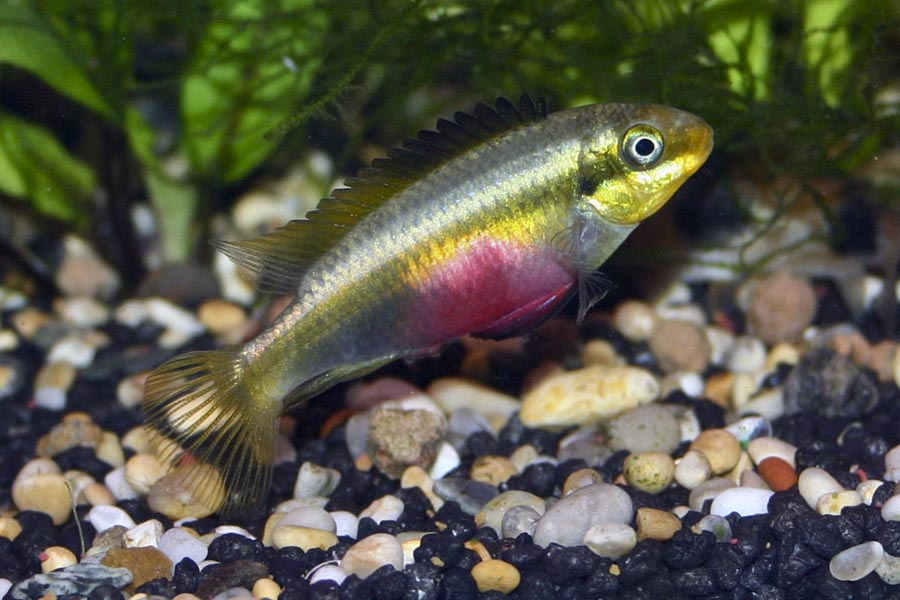
Pelvicachromis sacrimontis, Weibchen

## Arten
- Pelvicachromis drachenfelsi Lamboj, Bartel, & dell’Ampio, 2014
- Pelvicachromis kribensis (Boulenger, 1911)
- Purpurprachtbuntbarsch (Pelvicachromis pulcher (Boulenger, 1901)) (Typusart)
- Roloffs Prachtbuntbarsch (Pelvicachromis roloffi (Thys van den Audenaerde, 1968))
- Pelvicachromis sacrimontis Paulo, 1977
- Pelvicachromis silviae Lamboj, 2013
- Augenfleck-Prachtbuntbarsch (Pelvicachromis subocellatus (Günther, 1872))
- Pelvicachromis taeniatus (Boulenger, 1901)

Drei weitere Arten, die zur Gattung Pelvicachromis gerechnet wurden, unterscheiden sich morphologisch und farblich von den heutigen Mitgliedern der Gattung. Sie werden größer, die Männchen etwa zwölf Zentimeter lang, sind schlanker und langgestreckter, haben ein spitzeres, stärker unterständiges Maul und zeigen in den meisten Stimmungen sieben oder acht senkrechte Bänder auf den Körperseiten. Außerdem unterscheiden sie sich in Details der Schädelmorphologie von Pelvicachromis. Diese Buntbarsche kommen nur in einem kleinen Gebiet in Guinea und Liberia vor. Für die drei Arten wurde Mitte 2016 die Gattung Wallaceochromis eingeführt. Es handelt sich um:
- Wallaceochromis humilis (Boulenger, 1916)
- Wallaceochromis rubrolabiatus (Lamboj, 2004)
- Wallaceochromis signatus (Lamboj, 2004)

## Aquaristik
Die meisten Arten sind relativ einfach zu pflegen. Gegenüber artfremden Fischen sind sie sehr friedfertig (außer bei der Verteidigung der Brut), innerhalb der eigenen Art jedoch auch aggressiv. Außer in sehr großen Aquarien sollte daher immer nur ein Paar zusammen gehalten werden. Auf jeden Fall sollten den Fischen Versteckmöglichkeiten (Höhlen) zur Verfügung stehen.